# NGC 7135
NGC 7135 (другие обозначения — PGC 67425, ESO 403-35, MCG -6-48-1, AM 2146-350) — галактика в созвездии Южная Рыба.
Этот объект входит в число перечисленных в оригинальной редакции «Нового общего каталога».